# Fritz the Cat
Fritz the Cat is een Amerikaanse undergroundstripreeks van Robert Crumb. De reeks liep van 1959 tot 1972 en draaide rond een werkschuwe kat, Fritz, die zich geregeld op het illegale pad begeeft en enkel geïnteresseerd is in seks en drugs.

## De stripreeks
Crumb tekende al strips rond Fritz toen hij nog een tiener was. Medio jaren 60 evolueerde Fritz naar een van de eerste strips voor volwassenen. De verhalen behandelden verschillende taboe-onderwerpen, zoals seks, geweld, moord, drugs, scheldwoorden, politiek, racisme,... en Crumb kon via zijn personage al zijn persoonlijke frustraties en fantasieën uitleven. Zo werd Fritz een cultfiguur voor de hippiegeneratie.

## De animatiefilm
In 1972 werd de stripreeks door Ralph Bakshi verfilmd als de animatiefilm Fritz the Cat. Het werd de eerste langspeeltekenfilm die enkel door 18-jarigen (en ouder) mocht worden bekeken. "Fritz the Cat" werd een wereldwijd kassucces en vanwege de controverse een cultfilm. Ze inspireerde een hele reeks tekenfilms vol schuine moppen, zoals onder meer de tekenfilms van de Belgische animator Picha. Het betekende ook de doorbraak voor Bakshi die een hele carrière zou bouwen op animatiefilms voor volwassenen. 

### Verhaal
Fritz en zijn vrienden houden in het park gitaarserenades om vrouwen te versieren. Omdat er echter te veel andere jongens op hetzelfde idee zijn gekomen vangen ze bot. Fritz weet uiteindelijk via een meelijwekkend verhaaltje drie vrouwen naar zijn studentenwoning mee te lokken, waar hij seks met hen heeft. In de nabijgelegen kamer houden zijn studiegenoten echter een drugsfuif en als ze ontdekken wat Fritz in hun badkamer met het drietal uitspookt besluiten ze mee te doen. Er ontstaat een wilde orgie totdat de politie binnenvalt. Fritz kan echter in een synagoge vluchten, waar hij een joodse werkvrouw aanrandt. De politie spoort hem op, maar Fritz weet weer te ontsnappen.
Het volgende deel van de film begint met Fritz' tirade tégen studeren en vóór plezier maken. Hij steekt hierbij zijn cursussen in brand, waardoor zijn appartement ook in vlammen opgaat. De volgende scène vindt plaats in een Afro-Amerikaans ghetto, waar Fritz in een café een zwarte biljartspeler leert kennen die hem meeneemt naar Big Bertha, een dikke prostituee. Fritz rookt wat marihuana met haar en heeft hierna seks met de vrouw. Halverwege houdt Fritz ineens op omdat hij de bevolking wil aansporen tot revolutie. Hij veroorzaakt een gewelddadige opstand in de zwarte wijken, waarbij de politie de biljartspeler koelbloedig vermoordt. Om de rellen de kop in te drukken bombardeert de Amerikaanse luchtmacht vervolgens de wijk.
Het derde en laatste deel van de film toont hoe Fritz met een vriendin naar Californië reist, maar onderweg door autopanne genoodzaakt is om zelf te voet verder te gaan. Onderweg komt hij een motorrijder en zijn vrouw tegen die op weg zijn naar een geheime terroristische vergadering. Tijdens deze bespreking wordt de vrouw het slachtoffer van een groepsverkrachting, maar desondanks besluit Fritz zijn nieuwe vrienden toch te helpen met het uitvoeren van een bomaanslag. De explosie verwondt Fritz echter zo zwaar dat hij in het ziekenhuis wordt opgenomen. Daar lijkt hij stervende, maar als de drie vrouwen uit het begin van de film hem opzoeken herleeft hij en begint een nieuwe orgie. 

### Reactie van Robert Crumb
De film brengt verschillende verhalen die Crumb tekende samen als één geheel. Geregeld wijkt de film echter ook sterk af van Crumb's strips. Dit maakte Crumb zo kwaad dat hij besloot zich van zijn personage te ontdoen. Als reactie tekende hij een laatste stripverhaal rond Fritz, waarin de kat wordt uitgebuit als Hollywoodster en uiteindelijk door een ex-vriendin wordt vermoord. Alhoewel de stripreeks dus definitief was stopgezet kwam er desondanks nog een vervolgfilm uit: The Nine Lives of Fritz the Cat (1974), zij het zonder medewerking van Crumb of Bakshi. Deze film werd echter een complete flop. 